# 白驼镇
白驼镇，是中华人民共和国甘肃省天水市清水县下辖的一个乡镇级行政单位。

## 行政区划
白驼镇下辖以下地区：
白驼村、申川村、刘坪村、袁沟村、高峰村、永安村、童堡村、姚黄村、化岭村、杨屲村、阳坪村、玉屏村、芦花村、折湾村、梨湾村、路山村、鲁家村、山湾村和万安村。